# Cartierul Unirii (Târgu Mureș)
Cartierul Unirii (în maghiară Egyesülés-negyed) este un cartier din Târgu Mureș care se află pe malul drept a râului Mureș. Cartierul este alcătuit din zonele Beșa (în maghiară Bese), Podeni (în maghiară Hídvég) și Remetea (în maghiară Remeteszeg, alcătuit din două localități: Benefalva și Székelyfalva). Din punct de vedere arhitectural se pot găsi atât case și clădiri din perioada austro-ungară și interbelică, cât și blocuri construite la finalul anilor 1980 și la începutul secolului al XXI-lea. 
Cartierul este învecinat la nord cu Voiniceni, est cu Sântana de Mureș, iar la vest cu Sâncraiu de Mureș.

## Istoric
Zona de pe malul drept al râului Mureș apare pe harta harta iozefină a Marelui Principat al Transilvaniei (1769-1773) ca Hídvég. Strada principală a purtat numele de Hídvégi országút (1873) și Hídvégi út (1900), ca apoi în 1920 să capătă numele de Strada Podeni. În 1976 porțiunea străzii Cornățel până la limita cu comuna Sâncraiu de Mureș, a fost renumită în strada Podeni.
Prima școala din această zonă a fost înființată în 1897.

## Locuri

### Biserici
- Biserica greco-catolică „Regina Sfântului Rozar”
- Biserica romano-catolică „Sfânta Familie”
- Biserica ortodoxă „Adormirea Maicii Domnului”

#### Biserica reformată din strada Voinicenilor
Biserica reformată din strada Voinicenilor este o biserică construită între 1936-1937 în stilul specific arhitecturii ardelenești după planurile lui Zsombor Kelemen în cartierul Unirii din municipiul Târgu Mureș. Complexul bisericesc mai cuprinde o casă parohială în stil asemănător unită cu nava bisericii printr-un coridor acoperit.

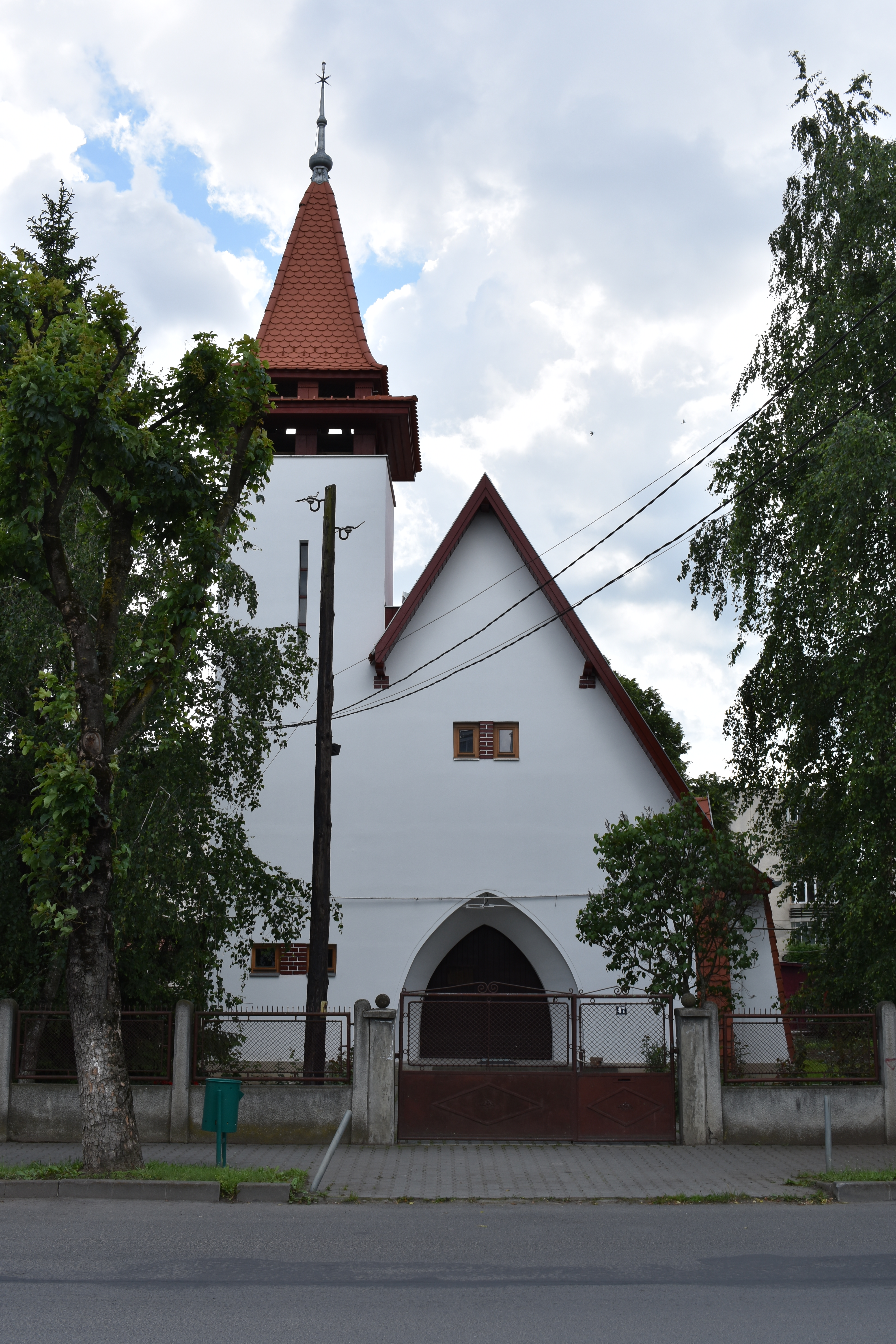
Biserica reformată construită în perioada interbelică

### Altele
- Fântânile în stil secession construite în perioada dualismului
- Clădirea cu locuințe de serviciu din strada Apaductului construită în stil secession construită în perioada dualismului[4]

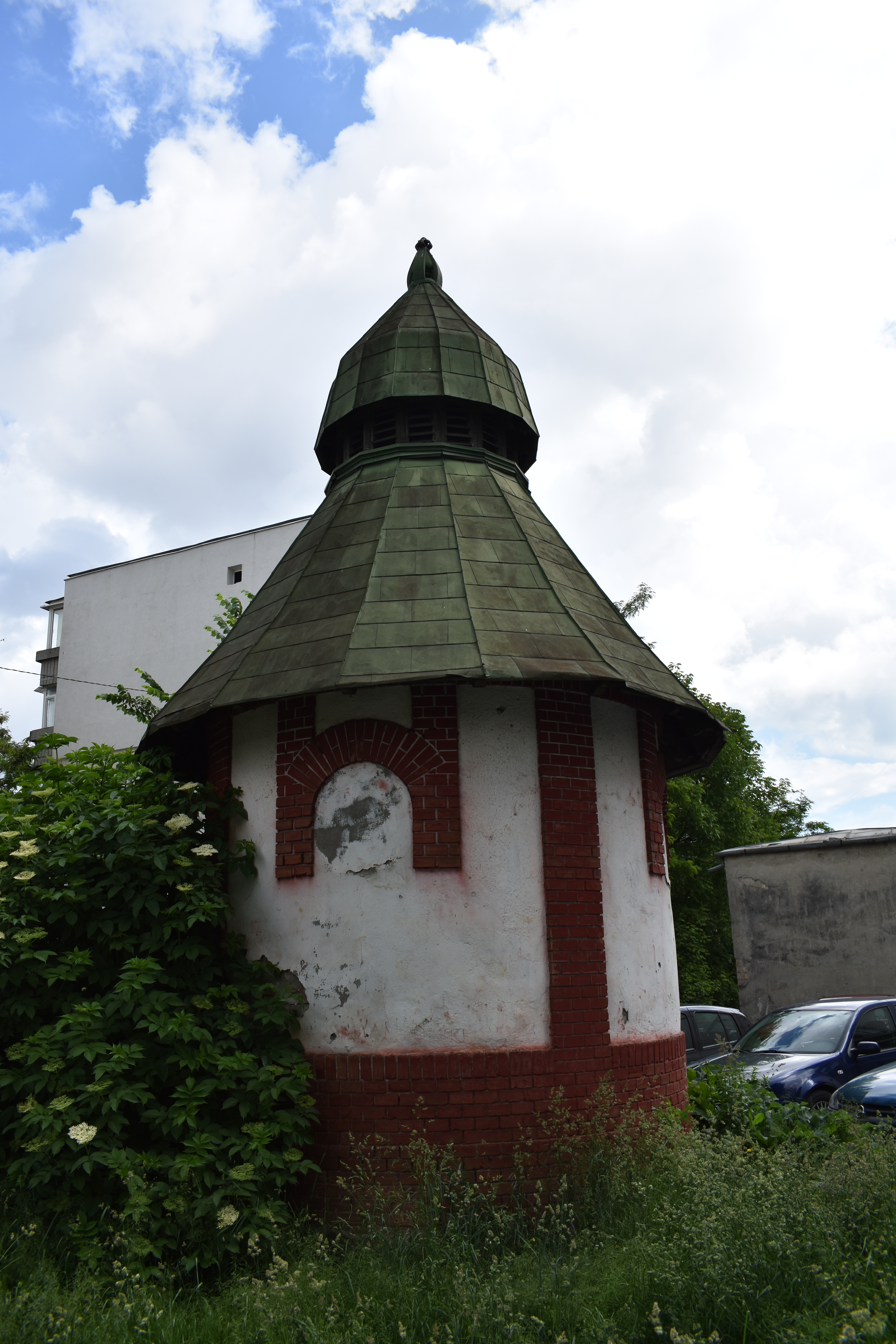
Fântână în stil secession